# Banshee's Last Cry
Banshee's Last Cry (かまいたちの夜?, Kamaitachi no Yoru) è un videogioco sviluppato e pubblicato da Chunsoft nel 1994 per Super Nintendo Entertainment System. Convertito per PlayStation e Game Boy Advance, del gioco è stata realizzata una versione per iOS localizzata in lingua inglese da Aksys Games.